# Sivry (Belgique)
Pour les articles homonymes, voir Sivry.
Sivry (en wallon Chévri) est une section de la commune belge de Sivry-Rance, située en Région wallonne dans la Province de Hainaut. C'était une commune à part entière avant la fusion des communes de 1977.
Lors de la fusion des communes de 1977, les anciennes communes de Grandrieu, Montbliart, Rance, Sautin et Sivry, ainsi qu'une partie du territoire de Solre-Saint-Géry ont été réunies pour former la nouvelle commune de Sivry-Rance.
Sivry est le centre administratif de la nouvelle commune. Un dicton populaire dit « I nia k’un Chévri » (« Il n’y a qu’un Sivry »).

## Géographie
Le village compte un peu plus de 7 000 hectares. Cette commune de la Botte du Hainaut, frontalière avec la France, est plus proche des villes françaises d'Avesnes-sur-Helpe (21 km), Jeumont (17 km), Solre-le-Château (6 km) et de Maubeuge (23 km) que de Mons (44 km), chef-lieu de la province et Charleroi (38 km). Par ailleurs, les villes de Beaumont (11 km) et Chimay (23 km) sont les villes belges les plus proches du village. À proximité de la commune, se situe également le Parc Départemental du Val-Joly (7 km).
Le territoire de Sivry est raviné par les nombreux rus qui forment la Thure.

## Évolution démographique
- Sources : INS, Rem. : 1831 jusqu'en 1970 = recensements, 1976 = nombre d'habitants au 31 décembre.
- 1920: Scission de Sautin en 1914

## Histoire

### Origines et moyen-âge
La tradition populaire veut que le nom de Chévri vienne du fait qu’il y avait autrefois beaucoup de chèvres. Les habitants sont d’ailleurs parfois appelés les « gâtes de Chévri » (les chèvres de Sivry).
Le plus vieux document dans lequel Sivry est cité s’appelle « le testament de Sainte-Aldegonde » et date du XIe siècle. Au cours du Moyen-âge, il existe deux seigneuries à Sivry, lesquelles subsistent jusqu’au XVe siècle. Le siège de l’une d’elles est situé à l’Esclinchamps, dans la rue qui borde le centre du village de Sivry. Ce sont les de Sivry qui contrôlent le domaine ainsi que l’ensemble de la seigneurie. Celle-ci est composée d’un étang le Mont-Rosé (encore présent en 2019). Au XIVe siècle, la famille se divise, et une deuxième seigneurie se crée au Moulard, la partie ouest du village appelée Champs du Seigneur. C’est la Thure, rivière traversant le village, qui marque la séparation des deux juridictions. Néanmoins, ces deux seigneuries ne survivent pas. Entre le XVe et le XVIe siècle, la famille de Sivry cède les deux seigneuries au Comte de Beaumont, contrôlant la seigneurie du village voisin, et les deux domaines deviennent de simples fiefs. En 1519, le Comte de Beaumont endetté est obligé de vendre le domaine de l’Esclinchamps à un bourgeois de Sivry, Jean Dupont. Au fil des années, ce domaine est vendu à de nombreuses personnalités qui le transforment en un petit château de campagne qui est encore observable en 2019 dans le centre de Sivry. Le domaine est occupé actuellement par la famille Knoops.
La seigneurie du Moulard quant à elle connaît un grand renouveau économique sous le contrôle du Comte de Beaumont. La présence des étangs du Mont-Rosé suscite l’intérêt du seigneur. Il y construit un moulin et le met à disposition des villageois en contrepartie d’impôts seigneuriaux. Partie du village densément peuplée, elle occupe des filatures, des fabriques de terrouille (fabrique de houille), une forge de maréchal-ferrant, ainsi que des commerces. Ce n’est qu’au XIXe siècle, à la suite de la mise en circulation de la rue de la Marzelle, que le Moulard perd sa prédominance. En effet, avant la construction de la Marzelle, le Moulard est la seule route qui permet de rejoindre la France.

### Époque contemporaine
À l’heure où la Belgique devient indépendante, l’industrie du bois et de la laine attire à Sivry près de mille ouvriers. C’est entre le XVIe et le XVIIe siècle que l’activité lainière est en pleine expansion. La filature la plus connue est la filature Robinet située dans la rue Trieu-Benoit dans l’ancien hôtel, fermé depuis 2013. Tout le village contient l’ensemble de la chaîne : les laveurs de laine, les cardeurs ou peigneurs, les fileuses. Sivry est connu pour son tissage de draps, la teinturerie et la bonneterie. En 1806, près de ¾ de la population vit de l’activité lainière. On y compte 7 maîtres filateurs, 10 maîtres tisserands et 3 maîtres bonnetiers sur 2145 habitants. À cette époque, Chimay ne compte encore que 2083 habitants. Sivry devient le village le plus important de la Botte du Hainaut.
Les bois qui ont fait travailler les scieurs de long, clapteurs, faiseurs de douves, sabotiers, tonneliers, faudeurs, sont toujours bien là. Par contre, tous ces métiers ont disparu.

#### Première Guerre mondiale
La Première Guerre mondiale a laissé de nombreux morts, des maisons incendiées et une église dévastée.
Deux canons ont été installés à la rue Martinsart, le premier offert par le général de brigade anglais Guy Charles Williams à la commune de Sivry le 17 novembre 1918. Il fut utilisé par l’armée allemande en 1940 et remplacé par un canon anglais de la Seconde Guerre mondiale. Le canon présent à mi-chemin entre la N53 Beaumont-Chimay dans le bois de Martinsart fut dérobé en 2009. Depuis novembre 2018, cet emplacement est occupé par le Mémorial de Martinsart. Celui-ci renseigne sur la présence de la ligne de Bethell traversant le bois de Martinsart à cet endroit précis. Elle représente la ligne de front la plus à l’est que l’armée britannique a pu atteindre.
L'ancien canon est installé en l'honneur du soldat anglais J.H.E. Frost, abattu le 11 novembre 1918 à 11 heures, exactement à l'instant où l'armistice entre en vigueur.

#### Seconde Guerre mondiale
Le 15 mai 1940, Rommel, à la tête de la 7e Panzer ou 7e Division blindée, qui avait atteint Cerfontaine, y est retenu une journée entière car son flanc nord est toujours tenu par les troupes françaises. Le lendemain à midi, après la prise de Boussu-lez-Walcourt (N 40) par la 5e Panzer, il reçoit l’autorisation d’avancer vers l’ouest et la frontière française. Une partie de ses tanks se dirige vers Rance pour atteindre Sivry par la Pierre-Qui-Tourne; l’autre groupe y arrive par le chemin des XV pieds et Sautin. À 15h15, les Allemands atteignent Sivry.

## Patrimoine et culture

### Patrimoine architectural et monumental
- Hôtel de Ville datant de 1875 et restauré en 2000.
- Église Sainte-Marie-Médiatrice. Reconstruite en 1923 sur les plans de l'architecte Dubail en style néo-roman[4]. L'ancienne église a été détruite par les Allemands en 1914.
- Ancienne maison communale dite maison de la paix. Construite en 1733 et restaurée en 1902 et en 1920 et 1921 après l'incendie de 1914[5].
- Château de l'Esclinchamps (XVIIe et XVIIIe siècles)[6].
- Chapelle Notre-Dame-de-Là-Haut (1643)[7].
- Chapelle Saint-Roch (1765)[7].
- Chapelle Sainte-Anne, (XVIIIe siècle)[8].
- Étangs des Monts Rosés - Digue de 1744.
- Circuit Thure-Helpe.
- Espace Nature de la Botte du Hainaut.
- Centre Culturel Local de Sivry-Rance.
- Légende de la Gâte d'Or.

#### Monument
Le canon : entre la RN53 Beaumont-Chimay et la commune, pratiquement à la fin du bois en allant vers Sivry se dresse à droite un canon dont une stèle rappelle qu’en cet endroit a été abattu par les Allemands le 11 novembre 1918 à 11 heures le soldat anglais J.H.E. Frost du 11e Manchester Regiment. Il est dérobé en 2009.

### Culture

#### Filmographie
- Certaines scènes du film Où va la nuit, avec Yolande Moreau, y furent tournées.

#### Légende de la «Gâte d’or» de Sivry
Anselme Godart est un jeune berger orphelin, qui rêve de devenir riche pour ne plus devoir travailler. Il est tellement occupé par ce rêve qu’il surveille bien mal ses chèvres. Malheureusement, une seule chèvre survit aux nombreux vols et attaques d’animaux sauvages. Un jour, assis au pied d’un arbre, il aperçoit sa chèvre avaler des pièces d’or. Il essaie de l’attraper, mais elle s’enfuit près de la cascade de l’étang des «Mont-Rosé». L'animal tombe dans « la fosse à l’gâte » et ne peut être sauvé. Moyennant le partage du trésor, les habitants du village acceptent d'aider le berger, et se rendent compte que la fosse ne possède pas de fond. Le berger part à la recherche d’Alexis Nizet, le sourcier de Barbençon. L’homme accepte de participer aux fouilles à condition d’avoir sa part du trésor. Anselme avait bien parlé de trésor et non de quelques pièces d’or. Le sourcier, plus méfiant, réclame un acompte et le jeune berger est obligé d’emprunter pour le payer. Alexis Nizet réalise ses recherches autour de la fosse et découvre que celle-ci s’étend sous l’une des parois du bassin, formant une caverne. Les habitants creusent et travaillent dur pendant de longs jours, sans résultat… Ils exigent donc un premier salaire. Anselme emprunte de nouveau. Jamais cette chèvre au ventre rempli d’or ne fut retrouvée laissant le jeune berger ruiné par ses emprunts.
Lors de l’inauguration du nouveau rond-point sur la place de Sivry, le 23 mai 2010, la légende est remise au goût du jour. Le rond-point possède une fontaine représentant le berger et la gâte. Une plaque commémorative et une tête de gâte sont placées sur la façade de l’hôtel de ville.

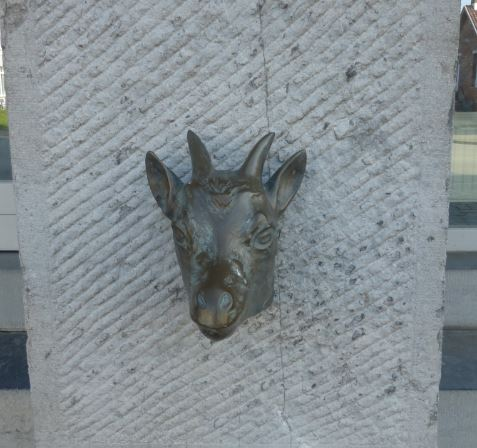
Tête de la Gâte placée sur la façade de l'hôtel de ville.
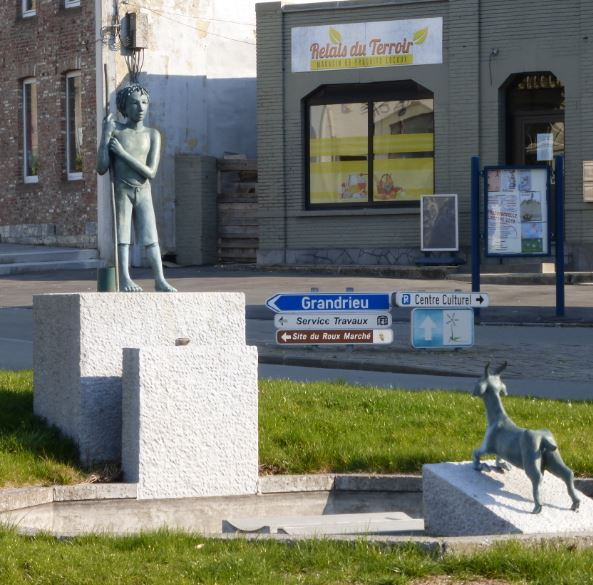
Rond point de la Gâte.

## Économie

### Tourisme
- Nombreuses randonnées balisées (fiches téléchargeables sur le site de l'administration communale).
- Office communal du Tourisme de Sivry-Rance.

#### Le centre de dépaysement et de Plein Air de Sivry

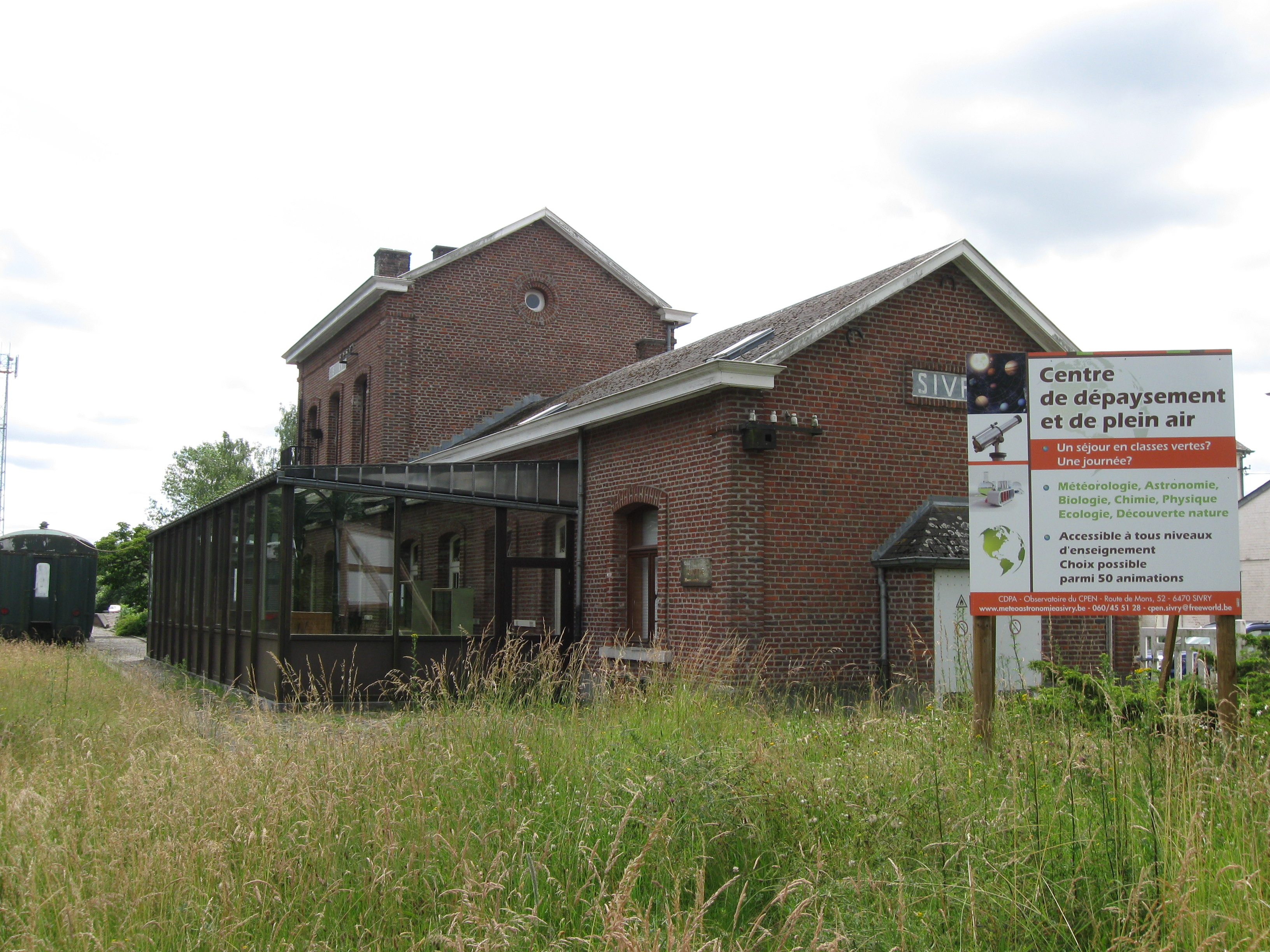
le CPEN à l'ancienne gare de Sivry.

En 1967, Jean Préaux et les jeunesses scientifiques créent le Centre permanent d’étude de la nature (CPEN) et se sont investis dans les domaines de l’astronomie et de la météorologie. À cet effet, une coupole qui abrite un télescope de monture Newton fut construite en 1980. Parallèlement à cela, le centre s’est équipé pour l’étude de la météorologie et est devenu une station officielle de l’Institut royal météorologique de Belgique. Aujourd’hui, le CPEN propose des visites sur les thématiques de la météorologie et l’astronomie destinées aux enfants et adolescents. Aussi le CPEN, dénommé Centre de dépaysement et de plein air (CDPA) de Sivry est l'un des dix centres de la Communauté française de Belgique. 

### Santé, soins médicaux

#### Centre André Focant
Premier[réf. nécessaire] centre pour autistes de Belgique.
Centre d'hébergement pour 20 adultes handicapés mentaux, modérés, sévères et profonds, non-travailleurs, autistes et psychotiques.
L'association a pour objet :
- d'héberger des adultes non travailleurs des deux sexes atteints d'un handicap mental modéré, sévère et profond
- de coordonner les relations entre parents, équipe de direction, médecins, éducateur ou spécialistes
- de veiller à la qualité de la vie et à la qualité des prises en charge thérapeutiques, éducatives, pédagogiques, sociales, nécessaires au bien-être et à l'évolution de la santé physique et psychique des personnes hébergées.